# Xu Zizhi Tongjian
Xu Zizhi Tongjian (chinois : 續資治通鑑 ; litt. « Considérations [à propos du] Zizhi Tongjian ») est un livre retraçant l'histoire de la Chine pendant les périodes de la Dynastie Song (960 - 1279) et de la Dynastie Yuan (1279-1370). Attribué à Bi Yuan (畢沅) (1730-1797), un politicien de haut rang de la Dynastie Qing, le livre ne fut achevé qu'après sa mort en 1801 par Feng Jiwu (馮集梧). La liste des auteurs de ce livre inclut les historiens Yan Changming (嚴長明), Cheng Jinfang (程晉芳), Shao Jinhan (邵晉涵), Hong Liangji (洪亮吉), Sun Xingyan (孫星衍) et Zhang Xuecheng (章學誠).
Il s'agit de l'une des nombreuses suites de l’œuvre phare de Sima Guang, le Zizhi Tongjian (資治通鑑, « Miroir général pour aider le Gouvernement »), dont il reproduit le format, y compris dans la présence de commentaires sur les différences existant entre les diverses sources. Sur les 220 volumes seulement 38 concernent la Dynastie Yuan , contre 182 consacré à la Dynastie Song.